# Mikes Kelemen emlékezete

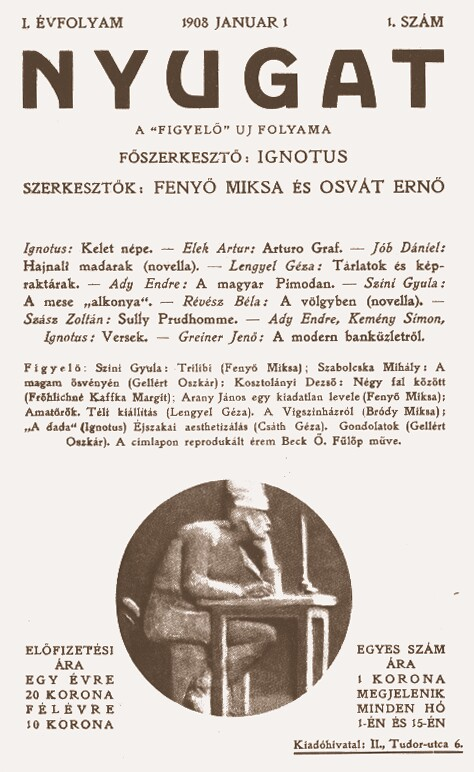
A Nyugat első számának címlapja, Beck Ö. Fülöp Mikes-érmével

Mikes Kelemen emlékezetét, a szülőföldhöz való kötődés erkölcsi mértékének tekintett eszmei hagyomány ápolását, tudatosítását elsősorban Mikes Kelemen rodostói bujdosásában szerzett főműve, a Törökországi levelek (1717–1758) egymást követő kiadásai szolgálták. A leveleskönyv a kései első megjelenést (1794) követően 67 évvel jelent meg Toldy Ferenc kiadása, amelynek kísérőszövege – szemben a korábban megfogalmazott kételyekkel – igazolta a kézirat valódiságát. Ezt rövid időn belül követte Abafi Lajos (1880), illetve Császár Elemér (1905), Erdődi Béla (1906) és Miklós Ferenc (1906) kiadása. Ez utóbbi díszes kivitelű, reprezentatív munka, amely annak emlékére jelent meg. hogy az országgyűlés 1906. október 23-án eltörölte a Rákóczit és társait hazaárulásért elmarasztaló 1715-ös törvényt. A második világháború végéig Romániában két alkalommal jelent meg szemelvényesen: a A Magyar Nép Könyvtára kiadványaként 29 levél szövege kurta tájékoztató jegyzet kíséretében (1930) s a Hasznos Könyvtár füzeteként (1936), népszerűsítő kiadványként 14 levél szövegét tartalmazva Szentimrei Jenő előszavával és Tamási Áron Levél édesanyámhoz című esszéjével. Ugyanebben az időszakban Magyarországon öt újabb szemelvényes és egy teljes kiadás jelent meg, utóbbi Budapesten Benedek Elek Mikes-portréjával (1944).
A második világháború után Mikes irodalmi örökségének romániai tudatosításában, valamint egy korszerűbb és időszerűbb Mikes-jellemkép kialakításában úttörő szerepe volt Szigeti Józsefnek. Gondozásában, bevezető tanulmányával és jegyzeteivel jelent meg a Haladó Hagyományaink sorozatban a Törökországi levelek (1955), melyet részben átdolgozott változata követett (1963), bizonyítva a Mikes körül felélénkült közérdeklődést. Szigeti nevéhez fűződik a szépirodalommal rokonítható barokk szövésű, legendaszerű A kereszt királyi útja című elbeszélő mű 1960-ban Désen felfedezett Mikes-féle fordításának ismertetése is a NyIrK 1962/1. számában (Mikes Kelemen ismeretlen kézirata). Mikes Kelemen műveinek kritikai kiadására 1966–1988 között került sor Hopp Lajos gondozásában. A sorozat első kötete a Törökországi levelek és missilis levelek volt.
A leveleskönyv 1967-ben a bukaresti Irodalmi Könyvkiadónál megjelent – szövegében sajnos nem túl megbízható – kiadását rövid időre rá újabb romániai megjelenés követte: a Tanulók Könyvtára 143. kiadványaként (Kolozsvár, 1974) 125 fiktív és 2 misszilis Mikes-levelet tartalmazó válogatás. Összeállította, az előszót (Vonások egy mai Mikes-arcon) és a jegyzeteket Veress Dániel írta. Közben megjelent a Kriterion Könyvkiadónál a legnevesebb jelenkori Mikes-kutatónak, a teljes szövegkritikai kiadás gondozójának, az akkoriban a bukaresti egyetemen vendégelőadó Hopp Lajosnak a Mikes-kutatás addigi eredményeit hasznosító és összegező tanulmánykötete Mikes és világa címmel (1973). A legújabb romániai Mikes-kiadás a Kriterion Magyar Klasszikusok sorozatában jelent meg Törökországi levelek – Mulatságos napok címmel (1988). A két mű a Magyar Remekírók (Budapest, 1984) Mikes-kiadványának szövegeit követi. Az utószót Veress Dániel írta. A leveleskönyv a Biblioteca Kriterion sorozatban Gelu Păteanu fordításában románul is megjelent (Scrisori din Turcia, 1980), az előszót Paul Cernovodeanu írta. A válogatás, a kísérő tanulmány és a jegyzetek Veress Dániel munkája.

## Mikes emlékezete a művészetekben

### Képzőművészet
A legkorábbi ismert Mikes-portré a kolozsvári Szépművészeti Múzeum raktárában található, ez a 19. század harmadik negyedében készült ismeretlen 18. századi eredeti alapján. Az eredetit feltehetőleg II. Rákóczi Ferenc valamelyik udvari festője készítette a fejedelem megbízásából, más udvari személyek portréjával együtt, valószínűleg 1710–11 körül. A festmény 1879-ben került be a köztudatba, és a fiatal Mikes portréja számos további ábrázolásnak vált a kiinduló pontjává annak ellenére, hogy az 1910-es évek óta nem szerepelt nyilvános kiállításon. A kassai dómban található Dudits Andor 1914–16 között készült freskóján Mikes a fejedelem íródeákjaként jelenik meg, Bartha László 1961-ben készült zsánerképe pedig Kőszegi Zsuzsival együtt ábrázolja.
1907-ben Beck Ö. Fülöp két érmet készített, amelyek a munkája felé hajoló írót ábrázolják lúdtollal a kezében. A második ezek közül a Nyugat címlapján és kiadványain szerepelt 1908 és 1941 között, majd átvette a magát a Nyugat szellemi utódjának tartó Magyar Csillag is. További érmek és domborművek alkotói: Berán Lajos (1930), Mladonyiczky Béla (1964), Simon Ferenc (1967), Szilágyi Zsolt (1968), Gergely István (1972), Varga Géza (1982), Finta Éva, Kósa István (2011).
Gy. Szabó Béla fametszetsorozata, amely Komáromi János Zágon felé című regényének illusztrációjaként készült, már az idősebb Mikest ábrázolja székely parasztember alakjában. További grafikák és illusztrációk alkotói: ifj. Cseh Gusztáv (1977–1980), Kass János (1980 és 1990), Kaján Tibor (1998).
Mikes Kelement ábrázoló szobrok találhatóak a kolozsvári Báthory István Elméleti Líceum dísztermében (Vágó Gábor, 1932), a Petőfi Irodalmi Múzeumban (Erdey Dezső), a battonyai Mikes Kelemen Gimnázium előterében és a berettyóújfalui Bajcsy-Zsilinszky lakótelepen (Búza Barna, 1982 és 1988), a sepsiszentgyörgyi Bod Péter Megyei Könyvtár lépcsőházában (Hunyadi László, 1990), a sárospataki Rákóczi Emlékházban és a rodostói Rákóczi Múzeum előterében (Kiss Sunyi István, 1992), a sepsiszentgyörgyi Mikes Kelemen Főgimnázium előtt (Vetró András, 1993) a zágoni Mikes–Szentkereszty-kúria kertjében (Bocskai Vince, 1997), a rodostói központi parkban (Mónus Béla, 2000), a vajai Vay Ádám Múzeum szoborparkjában (Nagy Lajos Imre, 2004), illetve a salánki Rákóczi-emlékparkban (Koltay László, 2005).

### Zene
Petrovics Emil V. kantátája (1981) a Törökországi levelek címet viseli.

## Emlékhelyek

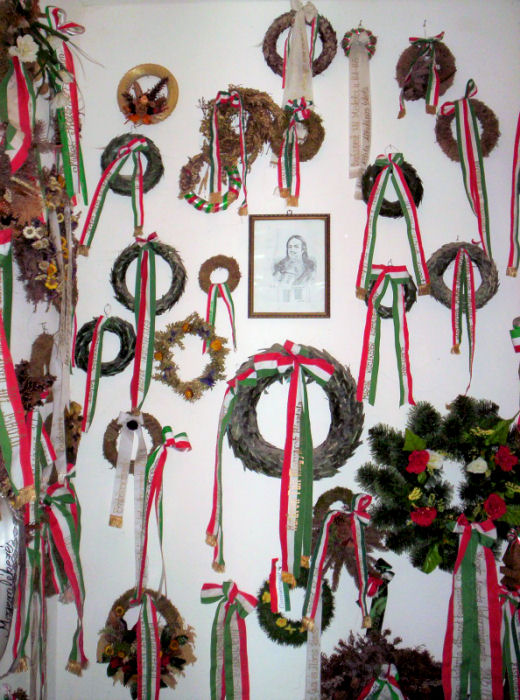
A Mikes Kelemen-emlékszoba a zágoni Mikes–Szentkereszty-kúriában

A zágoni Mikes Kelemen Művelődési Egyesületnek az író születése 300. évfordulóján, 1990-ben tartott ünnepsége adott alkalmat a zágoni Mikes-Szentkereszthy-kúria restaurálásának megkezdésére, az új elnök, Domokos Géza kezdeményezésére. Ebben az épületben nyert elhelyezést egy állandó Mikes-kiállítás és a községi könyvtár.
Rodostóban kopjafa jelöli Mikes egykori házának helyét.

## Rendezvények
A Mikes-kultusz ébrentartását szolgálták a háromszéki diákok zágoni és rodostói kerékpáros emléktúrái, ezekre felfigyeltek a hatóságok és betiltották folytatásukat. A romániai magyar irodalmi olimpiákon rendszerint szerepelt Mikes-tétel.
A zágoni Mikes Kelemen Művelődési Egyesület megrendezésében került sor 1972. július 8-án az első Mikes Kelemen Szimpozionra, melynek keretében Domokos Géza, Hopp Lajos, Veress Dániel és Constantin Stanca tartott előadást. A következő megemlékezésre az egyesület tevékenységét hosszú évekre felfüggesztő tiltás következtében csak Mikes Kelemen születésének 300. évfordulóján került sor, amikor a Kozma Béla református lelkész elnöksége alatt újraéledt egyesület széles körű nemzetközi összefogással ünnepséget szervezett (1990). Programjában ökumenikus istentisztelet után Rákóczi-Mikes kiállítás, Mikes-ex libris kiállítás, a Mikes szoborportré-pályázatra érkezett munkák kiállítása, vetített képes rodostói úti beszámoló szerepelt, fellépett a sepsiszentgyörgyi Vox Humana, a zágoni vegyes kórus, és szerepeltek a Sepsiszentgyörgyi Színház Tamási Áron-tagozatának művészei. Az emlékidézést tudományos ülésszak vezette be. Szintén 1990 óta a romániai középiskolások magyar nyelv és irodalom tantárgyversenye Mikes Kelemen nevét viseli.
2011-ben, Mikes Kelemen halálának 250. évfordulójára emlékévet szerveztek, melynek célja az íróról kialakult egyoldalú kép módosítása, életrajzi adatainak tisztázása és nemzetközi elismerésének növelése volt.

## Nevét viselő intézmények, szervezetek
1951-ben alakult meg a Hollandiai Mikes Kelemen Kör Utrechtben a magyar műveltség ápolására. Zágonban 1971-ben alakult meg a Mikes Kelemen Művelődési Egyesület, mely feladatának a Mikes-örökség ápolását tekintette. Szintén Mikes Kelemen emlékezetének ébren tartását vállalta magára az 1990-ben Sepsiszentgyörgyön alakult Háromszéki Mikes Kelemen Közművelődési Egyesület is, mely 1991 óta Farkas Árpád elnöklete alatt az EMKE Kovászna megyei szervezeteként működik.
Mikes nevét viseli a sepsiszentgyörgyi Mikes Kelemen Elméleti Líceum és a salánki Mikes Kelemen Középiskola, valamint a battonyai Mikes Kelemen Katolikus Gimnázium és Szakképző Iskola, Általános Iskola és Óvoda, és a tatabányai Mikes Kelemen Felnőtt és Ifjúsági Gimnázium, Szakközépiskola és Szakiskola Korábban Ajka egyik általános iskolája is Mikes Kelemen nevét viselte, de összevonták két másik iskolával.